# アメリカ合衆国の警察
本項では、アメリカ合衆国の警察（アメリカがっしゅうこくのけいさつ）などの法執行機関について述べる。

## 概要
アメリカ合衆国は連邦制をとっており、連邦政府に対し、州政府も多くの権限を有している。特に警察活動については、イギリスから引き継いだ伝統や、地域的な特性もあって、古来より地域の秩序・平和を維持する責任は地域住民各々が負うべきであるという自治の意識が強い。このため現代に至っても、一般警察活動については、州よりも更に末端のレベルで、地域住民が選んだ公安職や、その延長線上として郡や基礎自治体、またその他の公共団体が設置した警察組織（鉄道警察や公園警察など）が主体となっている。
このため、州や連邦政府の法執行機関は、ごく限られた特殊な領域を所掌するものが基本となってきた。しかし合衆国の発展や技術の進歩による社会情勢の変化に伴って、まず州、ついで連邦レベルでも一般警察活動を担当する組織が整備され、警察活動の統一化・規模の拡大が志向されている。

### 統計
司法省による2008年の調査では、アメリカ全土で17,985個の州および地方の法執行機関(state and local law enforcement agencies)があり、うち地域警察(local police departments)は12,501個、保安官事務所(sheriffs’ offices)が3,063個となっている。規模別では、非常勤1名の組織から36,023名のニューヨーク市警察、13,354名のシカゴ市警察まで様々である。
| 調査年 | 法執行機関数（州及び地域） | 常勤職員数（州及び地域） |
| ------ | -------------------------- | ------------------------ |
| 1992年 | 17,360                     | 840,647                  |
| 1996年 | 18,769                     | 921,978                  |
| 2000年 | 17,784                     | 1,019,496                |
| 2004年 | 17,876                     | 1,076,897                |
| 2008年 | 17,985                     | 1,133,915                |
| 2018年 | 17,541                     | 1,214,260                |

## 来歴

### イギリスからの導入と独立
イギリスによるアメリカ大陸の植民地化の過程で、多くの制度がイギリス本国から北アメリカに持ち込まれており、警察制度も同様であった。アメリカ合衆国の植民地時代の警察機構の由来となった、イギリスの代表的な公安職は下記のようなものであった。全てが日本では「保安官」と訳される。
シェリフ (Sheriff) 
国王から州（シャイア。 現在のカウンティの前身）ごとに派遣された代官。当初は「シャーリーブ」（Shire Reeve）と称されていたが、後に訛って「シェリフ」となった。
マーシャル (Marshal) 
裁判所の運営にあたる廷吏。法廷内の秩序維持や令状の執行、囚人の護送などにあたっていた。
コンスタブル (Constable) 
最初期は隣保組織の長（十人組長）がこう称されていたが、後に1年任期制・無給で地域住民から選ばれる法執行官を指すようになった。
イギリスでは、地域の秩序・平和を維持する責任は地域住民各々が負うべきであるという自治の意識が強く、家族や地域住民による隣保制の時代が長かった。北アメリカの植民地でもこの理念は踏襲され、またアメリカ大陸の地理的条件などもあって、まずは隣保制や、その延長として地域住民に依拠した公安職が主となった。例えばマサチューセッツ湾植民地の中心となるボストンでは、1631年より夜警制度が発足し、1634年にはコンスタブルが任命された。その後植民が進むと、各植民地政府は植民地内を郡（カウンティ）に分割し、それぞれに代官としてシェリフを配した。またこれらの郡のなかで、人が集まって町を形成した場所では法廷も開廷し、これに伴ってマーシャルも任命された。
アメリカ合衆国の独立期に整備されていた警察制度は、おおむね以上のようなものであった。また独立後の1789年、連邦政府も自らの法執行官として、独立十三州に1人ずつのマーシャル（連邦保安官）を配置した。なお集団的警備力が必要となった場合には、やはりイギリスと同様に軍隊が動員されたが、アメリカの場合は常備軍への抵抗感が強かったこともあり、主として州知事指揮下の民兵（州兵の前身）に頼ることになった。

### 都市化と西部開拓の進展
独立後のアメリカの発展とともに、特に都市部での人口増に伴う犯罪率の増加と凶悪化が問題となった。この状況に対して、独立期以来の伝統的な公安職では対応困難であり、都市部にあわせた対策が求められた。まず1833年、フィラデルフィアに24名の昼間警察官と120名の夜警員による警察が発足したが、これは財政上の理由から2年間で廃止された。続いて1838年、ボストン市のマーシャルの指揮下に、コンスタブルと同じ権限を持つ専任の警察官が任命された。またまもなく、ニューヨークやフィラデルフィアでも同様の市警察組織が発足し、自治体警察の端緒となった。
独立十三州を始めとする東部では上記のような制度が整備されていた反面、西部開拓時代のフロンティアでは管轄人口が少ないこともあって統治機構自体が小規模で、1人で多役を兼任することも多く、シェリフやマーシャル、コンスタブルの区別も曖昧になっていた。また特に開拓の最前線は実質的に無政府状態となっており、犯罪率も高かったのみならず、西部開拓はアメリカ先住民族の生存圏への侵略でもあったことから、彼らとの武力衝突も頻発していた。このため、開拓民は自警団を組織するとともに、銃の名手を用心棒として雇うことが多かったが、この用心棒もシェリフやマーシャルと呼ばれていた。
また開拓団の入植地ではこのような施策が講じられたものの、これらの間にある平原地帯は全く無政府状態であった。このため、ここを通行する銀行や鉱山の貴重品輸送車両や駅馬車、鉄道などの各事業者は自衛策を講じなければならなかった。当初は各事業者が個々に護衛を手配していたが、やがてピンカートン探偵社のような警備会社として組織化が図られた。

### 産業化の進展と組織化の試み
19世紀後半、南北戦争の後のレコンストラクションおよび西部開拓時代の終焉とともに、都市部への人口流入は更に加速し、移民の多様化とともに、治安の悪化が課題となった。また都市化とともに発達してきた自治体警察であったが、業務効率の悪さや腐敗が問題になり、公安委員会制度の導入など、試行錯誤しつつ警察管理の改革が図られた。
この時期、犯罪の広域化も問題になったことから、20世紀初頭より、州全域で一般警察業務を担当する州警察や、特に自動車の普及と道路の整備を受けて、街道上の治安維持を担当するハイウェイ・パトロールの発足も相次いだ。また同様の観点から連邦政府の警察機関の整備も進められ、1908年には司法省捜査局が設置され、1935年には連邦捜査局（FBI）に改編されて、現在に至っている。
しかし一方で、地域の法執行機関の改革は遅々として進まず、第一次世界大戦後の狂騒の20年代、禁酒法に伴う犯罪の組織化や社会の変容に対抗し得なかった。1929年、ハーバート・フーヴァー大統領は遵法と法執行の実態調査委員会を設置して、警察改革に乗り出した。同委員会の報告書は1931年に大統領に提出されたが、これは米国史上初の警察問題に関する勧告書となっており、各州・地方自治体の警察改革の基本指針となった。

### 第二次大戦後の繁栄と社会の混乱
第二次世界大戦後の国内経済の発展によって「豊かな社会」が実現した。しかし一方で、貧富の差の拡大や宗教的権威、社会道徳秩序の崩壊などから、社会秩序の混乱が生じていた。
1950年代よりアフリカ系アメリカ人公民権運動が激化し、1960年代にはベトナム戦争に伴う反戦運動とともに社会の混乱に繋がったが、これらの大衆運動に対する暴動鎮圧が度を越しているとして、警察への反発が強くなった。アール・ウォーレン長官が率いる合衆国最高裁判所（いわゆる「ウォーレン・コート」）は、相次いで捜査活動に違憲判決を下し、警察活動への掣肘を図り、例えば1966年にはミランダ警告の制度が導入された。また各地で市民による警察監視委員会（Police Review Board）の設置が相次いだが、指摘事項が実態と乖離していることが多く、現場の警察官からの反発を招いた。
1960年頃までの犯罪発生率は日本と大差がなかったが、この頃から急激に増加しはじめ、1960年から1975年までの15年間で3.3倍に達し、中でも麻薬犯罪の激増が社会に深刻な影響を与えた。この時期には、ケネディ大統領暗殺事件やロバート・ケネディ暗殺事件、また公民権運動の活動家であったキング牧師やマルコム・X、アメリカ・ナチ党のジョージ・リンカーン・ロックウェルなど、暗殺事件も相次いだ。またテキサスタワー乱射事件のような大量殺人事件も警備警察の重要問題となり、各地の警察でSWATの創設が相次いだ。
これらの情勢に対し、1965年、リンドン・ジョンソン大統領は刑事手続全体の洗い直しのため、法執行と司法管理に関する大統領諮問委員会を設置、この委員会の報告書は、1967年、「自由社会における犯罪の挑戦」として公表された。そして翌1968年、議会は総合犯罪防止・安全市街地法を通過させ、犯罪防止に関する米国史上初の総合法令となった。

### 対テロ戦争の時代
従来、連邦政府の法執行機関は各省庁に分散していたが、2001年9月11日のアメリカ同時多発テロ事件の経験から、国境警備および運輸保安を担当する部門の統合強化が図られ、国土安全保障省が発足した。また長く民警団法（PCA）によって厳格に制限されてきた連邦軍の国内活動も、対テロ作戦を端緒として徐々に解禁されていった。
2010年代に入ると、ボストンマラソン爆弾テロ事件やオーランド銃乱射事件といったホームグロウン・テロリズムが警備警察の重要問題になった。一方で、対テロ作戦の要請を口実として、SWAT部隊を中心として警察組織の重武装化・行動様式の軍隊化が進んでいるとの批判もあり、これはマイケル・ブラウン射殺事件に伴う抗議行動への対応を契機に顕在化した。

## 各機関の管轄・役割
アメリカ合衆国では、憲法修正第10条に基づいて、基本的に権限はそれぞれの州がもつという連邦制をとっている。また上記の経緯により、一般警察業務は主として地域公安職・自治体警察によって担われており、州や連邦政府の警察組織は、それぞれ特殊な領域を所掌するものが多くなっている。

### 郡の法執行機関

#### 郡保安官
郡ごとに、法執行官の長として配された保安官。本来的には「シェリフ」と称されるべきであるが、上記の経緯より「マーシャル」や「コンスタブル」と混用されていることも多い。通常は、住民による選挙で選ばれる単独の公選職であるが、これだけでは手が回らないため、指揮下に警察組織を編成して、実業務はこちらに代行させることが多い。この指揮下の人員は、保安官補（deputyないしassistant; 保安官助手とも）と称されるのが通例である。ただし大規模な組織では警察式の階級制度を導入していることもあり、この場合は、実態としては自治体警察とほぼ同様である。
本来的には、地域の一般警察業務を一手に担い、管内における下記のような法執行業務の全てを所掌することになっている。
- 治安の維持と犯罪の捜査
- 郡拘置所・矯正施設の管理
- 裁判関連事務

しかし実際には、郡の統治機構の発達に伴って、これらを専門に所掌する組織が分離独立している場合も多くなっている。またアメリカ合衆国では、国土がくまなく郡に分割されているが、都市部などある程度の人口が集まった地域では自治体が立ち上げられている場合が多く、自治体の多くは自らの自治体警察を設置している。この場合、郡保安官は自治体が立ち上げられていない非法人地域や、自治体は発足しているが警察を保有しない地域を管轄することになり、日本にかつて存在した国家地方警察に近い性格となっている。
現在、3,500ほどの郡保安局／保安官事務所があり、郡保安官のみ1名の事務所から、ロサンゼルス郡のように18,000名もの職員がいる大組織まで、規模は多彩である。警察組織の拡充により仕事量は大幅に減っており、郡保安官そのものを廃す州もある一方で、市の財政難から市警察を廃し、郡保安官に警察業務を返戻する事例もある。

##### 編成例
ロサンゼルス郡保安局
カリフォルニア州ロサンゼルス郡の郡保安官を長とする法執行機関。管轄地域10,578平方キロメートル、管轄人口1,000万人に対して、保安官以下、管理官（Executive Officer; 以前は副保安官（Under Sheriffと称されていた））1名、保安官代理（Assistant Sheriff）4名を含めて職員総数18,000名を数える、世界最大の保安官事務所である。
サンフランシスコ保安官局
カリフォルニア州サンフランシスコ市郡の保安官を長とする法執行機関。同地は、自治体である市が郡役所の機能を包括する市郡制を採用しており、一般警察業務は自治体警察としてのサンフランシスコ市警察が担当している。郡保安官局はマーシャルのように市郡の裁判所の警備や令状執行、また拘置所、病院などでの法執行にあたっている。
ラスベガス都市圏警察
ネバダ州クラーク郡の保安官を長とする法執行機関。1973年、郡保安官事務所とラスベガス市警察を統合して発足したもので、郡保安局と自治体警察の性格を兼ね備えている。独自の警察を設置しているノースラスベガス市とヘンダーソン市を除き、郡内全域を管轄としている。

#### 郡警察
上記のように、郡保安官は非法人地域の一般警察活動を担うのが原則だが、一方で、独立十三州のような東部の古い州では、治安の維持にあまり重要な役割を演じていないことも多い。このうち、バージニア州やメリーランド州などでは、保安官とは別個に郡警察 (County police) が設置されている。

### 自治体の法執行機関

#### 自治体警察

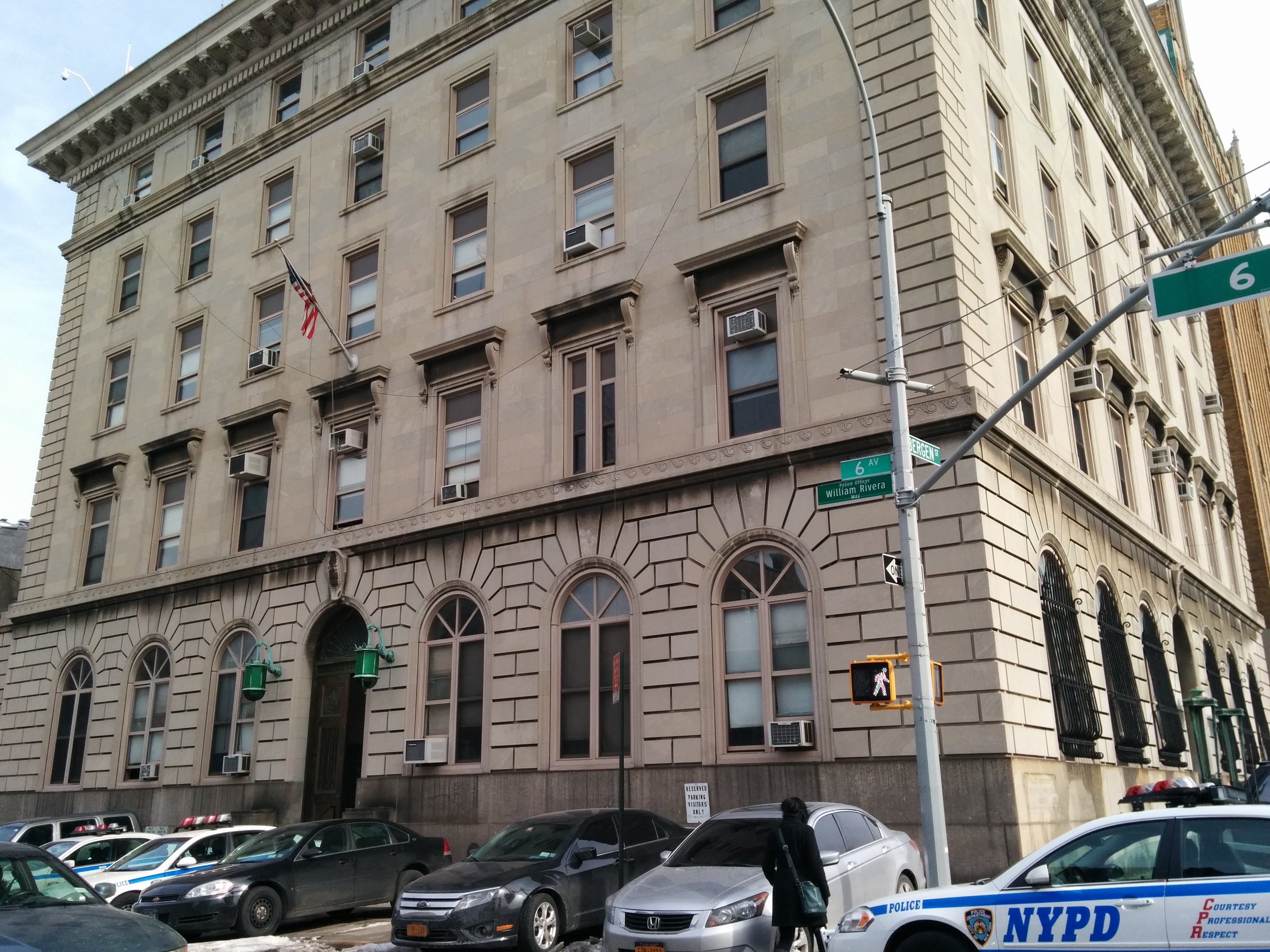
ニューヨーク市警察第78分署

上記の通り、アメリカ合衆国の国土はくまなく郡に分割されているが、都市部などある程度の人口が集まると、自治体を立ち上げることができる。このようにして自治体が発足すると、基本的な機能として、警察が設置されることが多い。また自治体のない非法人地域でも、カリフォルニア州などでは、自治体に準じて警察などの一部行政業務を取り扱う地域業務地区（Community Services Districts, CSD）を設置することができる。

##### 警察管理
このような由来であるため、警察を含めて自治体の組織形態は極めて多彩である。
理事会型 (City commission government) 
住民の直接選挙によって数名の理事 (Commissioner) を選び、市政を分担させる方式。理事会は立法機関であると同時に、それぞれの理事はそれぞれの行政部局の責任者でもある。警察はこの行政部局の一つとなる。20世紀に入って全米で流行したが、その後下火になった。
市長-議会型 (Mayor–council government) 
日本の地方自治体と同様、住民の直接選挙によって議会と市長を別々に選び、市長のもとに警察を含む行政部局を配する方式である。
議会-支配人型 (Council–manager government) 
住民の直接選挙によって議会と市長を別々に選ぶという点では市長-議会型と同様だが、行政部局は市議会が任命した市管理官（支配人）の隷下に配される方式である。
タウンミーティング型 (Town meeting) 
全住民が参加するタウンミーティングの下に、数名の理事によるタウン理事会が配されており、その下に、直接住民投票ないし総会で選出される各行政官がおかれる方式である。主に人口規模が小さい町村で多く採用されている。
このような地方政府の元に、下記のような警察管理が行われている。
警察長選挙方式
理事会型の地方政府の一環として、住民の直接選挙によって警察長や公安担当理事を任命する方式。
警察委員会方式（Board of Police Commissioners）
少数人の委員による警察委員会によって警察局長を任命・監督する方式。一般的には、市長により任命され、市議会により承認される。警察行政に民意を反映させるとともに官僚化を防止し、政党政治の圧力を排除することを目的としているが、委員は警察活動に習熟していないことが多く、また合議によって意思決定を行うことから鈍重のきらいがあり、全米的には独任制警察管理者への移行が進んでいるが、長い伝統のあるロサンゼルス市などでは現在も存続している。
独任制警察管理者
複数の素人委員による警察委員会にかえて、単独の警察専門家によって管理する方式。警察や消防部隊、郡保安官を統括管理する公安管理官を置く方式と、政治任用による弁務官（Commissioner）を警察制服組トップとして送り込む方式、単純に警察制服組トップを警察管理者として選任する方式がある。

##### 編成例
- ニューヨーク市警察（NYPD） - 1845年に設立。1879年にモリサニア警察を、1898年にブルックリン警察およびロングアイランド市警察を、1995年に市交通局と住宅局の警察を、1998年には市立学校警察を吸収。警察官約38,000人、職員約12,000人を擁する国内最大の警察組織である。
- シカゴ市警察（CPD） - 1855年に設立。警察官約13,600人、職員約2,600人を擁す国内第2位の警察組織である。イギリスで一般的に警察官の官帽に使用されているモノクロの千鳥格子「シリトー・タータン」を採用しているのは、国内の市警察ではシカゴとピッツバーグのみである。1891年に世界初の女性警察官を採用した。
- ロサンゼルス市警察（LAPD） - 1869年に設立。警察官約10,000人と職員約3,000人を擁す国内第3位の警察組織である。
- ボストン市警察（BPD） - 1838年に全国初の市警察として設立。同市警察はこの後、初めて制服や拳銃の支給を行った。警察官約2,000人、職員約800人を擁し国内規模は第20位。
- サンフランシスコ市警察（SFPD） - 上記の通り、同地は市郡制を採用しているため、警察も単なる市警察ではなく、市と郡を同じ管轄区域とする市・郡警察となる。保安官局（英語版）が令状の執行などを担当するのに対し、市警察は一般警察業務を分掌している。

#### 市保安官
上記の通り、シェリフは、本来郡政府ごとに置かれた治安職であり、市町村政府においては一般的ではない。ただしニューヨーク市では、市内の行政区が郡に相当する地位を与えられていることもあり、伝統的に市保安官が存在する。これは公選職ではなく市長による任命で、150名規模、市財務局に属している。主な任務は税務に関した強制執行や、脱税などニューヨーク市財務局に対する犯罪行為の取締りなど。罰金未納者に対して財物の差し押さえを行ったり、タバコの無許可販売を取締るなどしている。またタバコ密売と密接な関係があることから違法薬物の捜査も行う。タバコ税法違反など重い犯罪を捜査するため、保安官事務所には犯罪捜査部(Bureau of Criminal Investigation)が設けられている。
また上記の経緯により、開拓期には自治体の多くにマーシャルが設置されていた。多くは自治体警察などの近代的組織に代替されて廃止されたものの、一部では現在でも存続している。
- コロラド州コロラドスプリング市では、1901年の市警察設置とともにマーシャルは一度廃されたが、1977年に地方裁判所の廷吏としてシティマーシャルが再組織された。現在は市警察と地方裁判所両者の監督下にある。
- インディアナ州とオハイオ州では、町の警察機関として郡保安官に似た権限を持ち、選挙で選ばれるタウンマーシャルが置かれている。
- ニューヨーク州ニューヨーク市では、市捜査局にマーシャルがいる。市長に任命された公人であるが、市職員ではなく、裁判所執行を含む民事裁判での手数料が収入となる。州の刑事訴訟法により、連邦捜査局か市警察学校で銃器訓練を受け、市警察から銃器許可を受けたシティ・マーシャルはピースオフィサーに分類されているものの、市は州のマーシャル認定を求めていないため、ピースオフィサーとはみなされていない。

#### その他の法執行機関
一般警察業務を担当する自治体警察のほかに、特殊な領域や施設を担当する特別警察組織が設置されている場合がある。例えばニューヨーク市の場合、以下のような法執行機関がある。
- 環境保護警察 (New York City Department of Environmental Protection Police)
- 公衆衛生警察 (New York City Department of Sanitation Police)
- 公園警邏官 (New York City Parks Enforcement Patrol)
- 港湾委員会警察部 (Waterfront Commission Police)
- タクシー&リムジン委員会 (New York City Taxi and Limousine Commission)  - 法執行部門がある。
- 市立大学公安部 (City University of New York Public Safety Department)
- 市交通公社警察 (New York City Transit Police)  - NYPDに統合され廃止。
- 市住宅公団警察部 (New York City Housing Authority Police Department)  - NYPDに統合され廃止。
- 行政業務局警察 (New York City Department of Citywide Administrative Services Police)
- ホームレス業務警察 (New York City Department of Homeless Services Police)
- 保健病院局警察 (New York City Department of Health and Hospitals Police)
- 矯正局 (New York City Department of Correction)

ロサンゼルス国際空港の空港警察LAXPDはロサンゼルス市空港局内の警察組織でありロサンゼルス市が所有する4つの空港を管轄とする。ロサンゼルス市直轄のLAPDとは別の組織であり、ロサンゼルス郡内で4番目に大きな独立警察組織で空港警察としては全国2番目の規模の組織にあたる。

### 州の法執行機関

#### 州警察

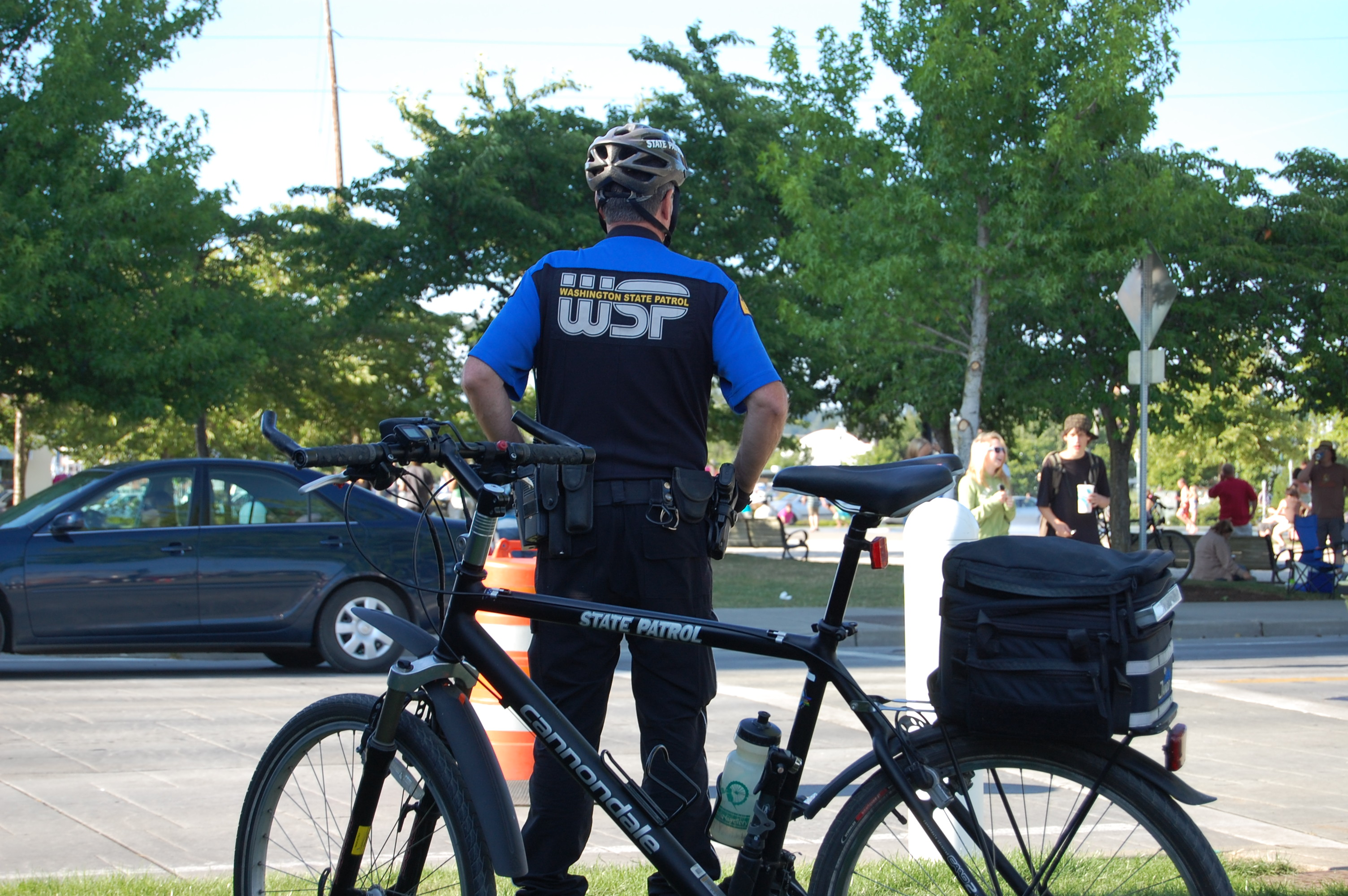
ワシントン州警察（WSP）

一般警察業務は、上記のような郡・自治体の保安官・警察によって担当されるのが原則であった。しかしこのような地域の公安職は、地域住民に不評な州法を執行しない傾向があり、州政府にとっては悩みの種であった。また犯罪の組織化・広域化に伴い、これらの地域の公安職では対応困難な事案も増えており、州の法執行機関の必要性が増大していた。
米国初の州警察は1835年創設のテキサス・レンジャーだが、これはテキサス革命期に創設された準軍事組織を祖としており、一般警察業務を所掌するようになったのは後日のことだった。1865年、マサチューセッツ州政府がコンスタブルを任命して、文民警察としての州警察の端緒となった。また1905年にはペンシルバニア州で近代的な州警察が設置されたものの、その後も定例はなく、各州で試行錯誤が繰り返されたが、20世紀初頭より創設が相次ぎ、ハワイを除く全ての州が何らかの州警察を保有するに至った。
州警察もまた、それぞれの州法によって定められているため、組織形態は多様だが、おおむね州警察局とハイウェイ・パトロールの2つの形態が一般的である。
州警察局 (State police) 
東部では郡保安官の体制が弱く、非法人地域や自治体警察が弱小な地域では警察活動が弱体であったことから、これを補完するための警察として発展した。
ハイウェイ・パトロール (Highway patrol) 
西部や南部では、非法人地域でも郡保安官による法執行体制が強固で、また未開発で人がほとんど住んでいない地域も多かったことから、州警察局の必要性は薄かった。しかしモータリゼーションに伴って街道上の治安維持が求められるようになったことから、交通警察を主体として発展したのがハイウェイ・パトロールである。また州によっては、ハイウェイ・パトロールが非法人地域の唯一の警察組織であることから、広く犯罪捜査の任務を与えている場合もある。
また、カリフォルニア・ハイウェイ・パトロールがあるカリフォルニアのように、ハイウェイパトロールを主体としている州などでは、刑事警察に重点を置いた州捜査局 (State bureau of investigation) が設置されていることもある。
これらの警察組織は、一般的には州知事とは直結しておらず、中間に州司法長官や公安委員会が設けられていることが多い。
州警察に所属する警察官は「State trooper」（直訳すると「州の騎兵」）と呼ばれるが、軍人ではなく、後述する州兵とも関係はない。

#### 州保安官
いくつかの州では、シェリフやマーシャル、コンスタブルの制度が存続している。
シェリフ
ハワイとロードアイランドの2州では、州全域を担当する保安官組織を持つ。特にハワイ州公安省保安部 (Sheriff Division of the State Department of Public Safety) は、保全資源執行部 (Hawaii Division of Conservation and Resource Enforcement) とともに州警察の任務を果たしている。
マーシャル
コネチカット州 (Connecticut State Marshal) およびメイン州では、司法制度の保護を担当するマーシャルの制度が存続している。
コンスタブル
比較的早期に形骸化した制度であるが、下記の諸州では、シェリフやマーシャルと似た機能として存続している。
- ペンシルベニア州 (Pennsylvania State Constables) 
- サウスカロライナ州 (South Carolina State Constable's Office) 
- テキサス州 (Texas constable) 

#### その他の法執行機関
一般警察業務を行う州警察とは別に、それぞれの機関にそれぞれの領域のための法執行権限が付与される。例えばカリフォルニア州の場合、以下のような法執行機関がある。
- 司法省 (California Department of Justice)
- カリフォルニア大学警察 (Police departments at the University of California)
- カリフォルニア州立大学警察 (California State University police departments)
- 魚類野生生物庁 (California Department of Fish and Wildlife)
- 天然資源庁 (California Department of Parks and Recreation)
- 森林防災局 (California Department of Forestry and Fire Protection)
- 酒類管理局 (California Department of Alcoholic Beverage Control)
- 州矯正局 (California Department of Corrections and Rehabilitation)
- 自動車局 (California Department of Motor Vehicles)
- 州緊急事態対策局 (California Governor's Office of Emergency Services)
- 州議会 (California State Senate)
- 開発施設局 (California Department of Developmental Services)

#### 州兵
州兵は、有事にはアメリカ軍の予備兵力として動員されるが、平時には州知事の指揮下にあり、主に国内軍と同様の集団警備力として、治安出動や災害派遣、その他の緊急対応に従事する。
アメリカでは、軍の国内活動には民警団法（PCA）による法的規制が課せられているが、憲法やそのほかの法律によって明示的に授権されていれば動員可能であり、またそもそも州知事の指揮下にある場合はPCAの適応外とされている。

### 連邦政府の法執行機関
上記のように、一般警察業務は地域の公安職・警察組織によって担当されるのが原則であり、連邦政府の法執行機関はごく限られた特殊な領域を所掌するものに限られてきた。この結果、下記のように様々な省庁に、それぞれの所掌内で警察活動を担当する組織が設置されている。
裁判所
- 最高裁判所警察 (Supreme Court Police)

議会
- 合衆国議会警察（USCP）

司法省
- 連邦保安官局（USMS）
- アルコール・タバコ・火器及び爆発物取締局（ATF）
- 麻薬取締局（DEA）
- 連邦捜査局（FBI）

国土安全保障省
- 沿岸警備隊（USCG）
- シークレットサービス（USSS）
- 国境輸送機関警備総局（DBTS）
  - 運輸保安庁（TSA）
    - 連邦航空保安局（FAMS）

  - 移民税関執行局（ICE）
  - 連邦防護局（FPS）
  - 税関国境警備局（USCBP）
    - 国境警備隊（USBP）（英語版）

アメリカ軍関係
- 国防総省・ペンタゴン防護局（PFPA）、国防防諜・安全保障局（DCSA）
- 陸軍省・犯罪捜査部（USACID）
- 海軍省・海軍犯罪捜査局（NCIS）
- 海軍省・海軍情報局警察（ONI Police）
- 空軍省・空軍特別捜査局（AFOSI）
- 空軍省・空軍警備隊（AFSC）
- 退役軍人省警察（DVA Police）

財務省
- 造幣局警察（USMP）
- 国税局犯罪捜査部（IRS-CI）

内務省
- 国土管理局（BLM）
- 土地改良局（USBR）
- インディアン事務局 法執行局（BIA Police）
- 国立公園局 公園警察（USPP）
- 国立公園局 パークレンジャー（NPS Ranger）
- 合衆国魚類野生生物局（FWS）

保健福祉省（HHS）
- 食品医薬品局犯罪捜査部（OCI）
- 国立衛生研究所警察（NIH Police）

商務省
- 海洋大気局・海上漁業局（NMFS）（英語版）
- 標準技術研究所（NIST）

その他の政府機関
- 国務省・外交保安局（BDS）
- 農務省・森林局（USFS）
- エネルギー省・国家核安全保障局（NNSA）
- 連邦通信委員会法執行局（EB）
- 政府印刷局警察部（GPO Police）
- 連邦準備制度警察（Federal Reserve Police）
- 郵便公社・郵便監察局（USPIS）
- スミソニアン協会防護局（OPS）
- 全米鉄道旅客輸送公社警察（APD）
- テネシー川流域開発公社警察（TVAP）
- アメリカ航空宇宙局監察官室（NASAOIG）
- 連邦捜査局警察（FBI POLICE）[注釈 4]

などなど。

### 特別な法執行機関
政府や公的機関に限らず、民間企業でも特定の施設のため、あるいは特別な目的を持って法執行機関を設置している場合がある。組織によっては管轄が州内全域・複数の州に渡ることもあり、民間の警備員ではなく、れっきとした警察官で、逮捕した容疑者を検察に送ることができる。

#### 特定施設の法執行機関
ニューヨーク州都市交通公社警察（MTA Police）
同社が設置した警察組織で、ニューヨーク州とコネチカット州にまたがって管理する交通機関の施設内を管轄する。従業員数は約760名。
ニューヨーク・ニュージャージー港湾公社警察（PAPD）
同社が設置した警察組織で、同社が管理する建物や埠頭、空港、鉄道、バス発着所、橋、トンネルなどを管轄する。約1,600人の警察官がおり、通常の警ら隊のほか、刑事部や特殊部隊も保有している。また、管轄する3空港（JFK、LGA、EWR）では消防業務も担当するため、法執行官だけでなく、消防士や救命士の資格を持つ者も珍しくない。
シーゲート警察（SGPD）
ブルックリン区のゲーテッドコミュニティ、シーゲート（en:Sea Gate, Brooklyn）が設置した警察組織で、地域内を管轄する。ニューヨーク市警察とは管轄が被る。
SHMIRA
ヘブライ語で「警護」（en:Shomrim (neighborhood watch group)）。2010年に創設された、ニューヨーク市のユダヤ人コミュニティ専門警察。クイーンズ区、ブルックリン区、スタテンアイランドで活動している。
バート警察（BART Police）
同社が設置した警察組織で、1972年、同社開業と同時に設立。200名ほどの警察官と90名ほどの一般職員を擁する。
そのほか、公園、病院、大学等の警備に、当該施設独自の警察を設置する場合がある。
さらに、アメリカ合衆国の組織ではないが、国際連合本部ビルは外交特権により独自の警察（国際連合安全保安局（UNDSS））があり、連邦捜査局やニューヨーク市警察は介入できない。

#### 特定目的での法執行機関
アメリカ動物虐待防止協会（ASPCA）
かつて動物愛護法執行部門（Humane Law Enforcement Division）があり、法執行官がニューヨーク州内で動物虐待に関して警察活動を行っていた。月に400-500件の捜査を行い、年間100件ほどの逮捕実績があった。2014年にニューヨーク市警と統合されている。
消防保安官 (Fire marshal) 
消防官であるが、放火事件・可燃性物質に関する捜査権、および被疑者の逮捕権を有している。州公安省に属し「消防保安官事務所」を設置する州もあれば、州警察の一部門として設置する州もある。また、地方自治体の消防組織内に設置されている場合も珍しくない。
消防警察 (Fire police) 
警察権を持つ消防機関が14州にある。武装はせず、群衆・交通整理や警備活動、警察の補助などを行うが、出場した現場においては警察官に準ずる役割を担う。
また警備業者、探偵業者、バウンティハンター（賞金稼ぎ）、保釈保証業者の中には、限られた範囲での法執行機関として認められている場合がある。

## 人員・装備

### 法執行官
法執行官 (Law enforcement officer, Peace officerとも) は、法の遵守と適正な執行を宣誓（sworn）し、バッジを与えられて警察業務に従事する要員であり、日本の刑事訴訟法における司法警察職員に相当する。
自治体警察において、一部では大卒者を幹部候補生たる警察員（Police agent）として、一般の巡査（Police officer）とは別に採用するという、日本のキャリアに似た試みもなされたものの、基本的には全員が巡査からスタートし、現場勤務を経て昇任していくという形態をとっている。例えば、2016年現在のニューヨーク市警察の警察長であるJames P. O'Neillは1983年に採用され、Transit District 1の巡査からその経歴を始め今日に至る。また2016年現在のロサンゼルス市警察の警察長であるチャーリー・ベックも、2年間のロサンゼルス市警察予備警察勤務（ボランティア）を経て1977年に巡査に任じられ、同市警察で経歴を重ねて今日に至っている。このような非常勤警察官の勤務経験があると警察学校への入学が認められる可能性が高まることから、警察官志願者の任官ルートの一つとなっている。
警察官への任官試験に合格した後、原則としては各州が設置している警察学校に入校することになるが、有力な自治体警察では独自の警察学校を有する場合もある。また任官前に、自費でコミュニティ・カレッジなどに設置されている警察官養成コースを受講、卒業した後に警察への任用を得る場合もある。このように様々な警察学校があり、教育内容にも格差があることから、POST（Police officer standards and training）としてガイドラインを設けて画一化を志向する動きもある。また、終身雇用が基本の日本の警察官と異なり、より良い雇用条件や栄達を求めて他組織へ転職する法執行官も珍しくないが、基本的には警察学校の卒業資格は全国共通となっており、他の州でも就職することができる。
一方、州警察は大学卒の公務員という性格が強く、公共サービスや刑事法を専攻したのちに独自の訓練を施されることが多いため、上記のような警察学校の卒業は要求されない場合もあり、逆に警察学校を卒業しただけでは州警察には任官できない。また公共サービス修士（MPA）など大学院卒であれば一種の幹部候補生として扱われる場合もある。
また警察署長などの上級管理職の場合、現場勤務を経ずに政治任用されるケースも多い。この場合、刑事法や犯罪心理学等の高等教育を受けていることや、地方官庁での管理職を経験していることが重視されるが、中・小規模の警察の場合は署長自らも捜査の前線に立たざるを得ない場合もあることから、政治任用の後に警察学校で規定の訓練を受けることもある。
このように、日本とは違って法執行官の雇用形態はより「民」に近く、また内務調査などで厳しい追及を受けることもある。ヴァージニア州のハンプトンでは2009年に保安官選挙が行われたが、保安官助手の一人が落選した保安官候補のフェイスブックに「イイね！」をつけていたことから、保安官によって罷免されるということがあった。このためもあり、19世紀末から20世紀初頭にかけて、有力な自治体警察を端緒として職員団体が結成された。1910年代には、ボストン市警察のストライキのために市内が大混乱となり、当時のウィルソン大統領が「文明に対する犯罪」と非難するなど全米から批判が殺到したことから、長く労働組合としての性格は抑えられ、あくまで互助親睦団体として活動してきた。しかし第二次大戦後の繁栄と社会の混乱のなかで社会全体で権利の主張が一般化し、また特に1960年代には、犯罪率が急増するなかで「ウォーレン・コート」によって警察活動への掣肘が強化され、一方で警察官の待遇改善は遅々として進まなかったことから、警察官の間に労働争議の機運が高まった。このため、警察官に団結権や団体交渉権を認める州も増加している。またこれらの各警察の組合の連合体としてロビー活動を行っているのが全米警察官協会（NAPO）である。
またこのほか、ニューヨーク市予備警察 (NYC Police Department Auxiliary Police) のように、法執行官の補佐にあたる民間人ボランティア（拳銃は持てない、また令状執行が出来ないだけで他は交通整理など警察官同等の権限を行使出来る）を組織している場合もある。

### 階級
階級体系も多種多様である。例えばサンフランシスコ市警察では、より軍での呼称に近い階級呼称を採用したため、一般的には警視級の階級である「Inspector」は専門捜査官のことであり、多くの機関での「Detective」に相当する階級になっている。刑事である「Detective」はひとつの階級となっていることが多いが、日本と同様に職制の場合もある。また州警察では軍とほぼ同じ階級体系が採用されている場合が多い。
法執行官数十名程度の組織の警部と、法執行官が数万人の組織での警部とでは当然地位・役職・権限・責任などに大きな差がある。邦訳として日本の警察の階級が定着しているものもあるが、職責まで同等とは限らず、映画や警察小説では翻訳者の悩みの種となることもある。
- ニューヨーク市警察
- シカゴ市警察
- デトロイト市警察
- ロサンゼルス市警察
- ロサンゼルス郡保安局
- サンフランシスコ市警察

### 身分証明

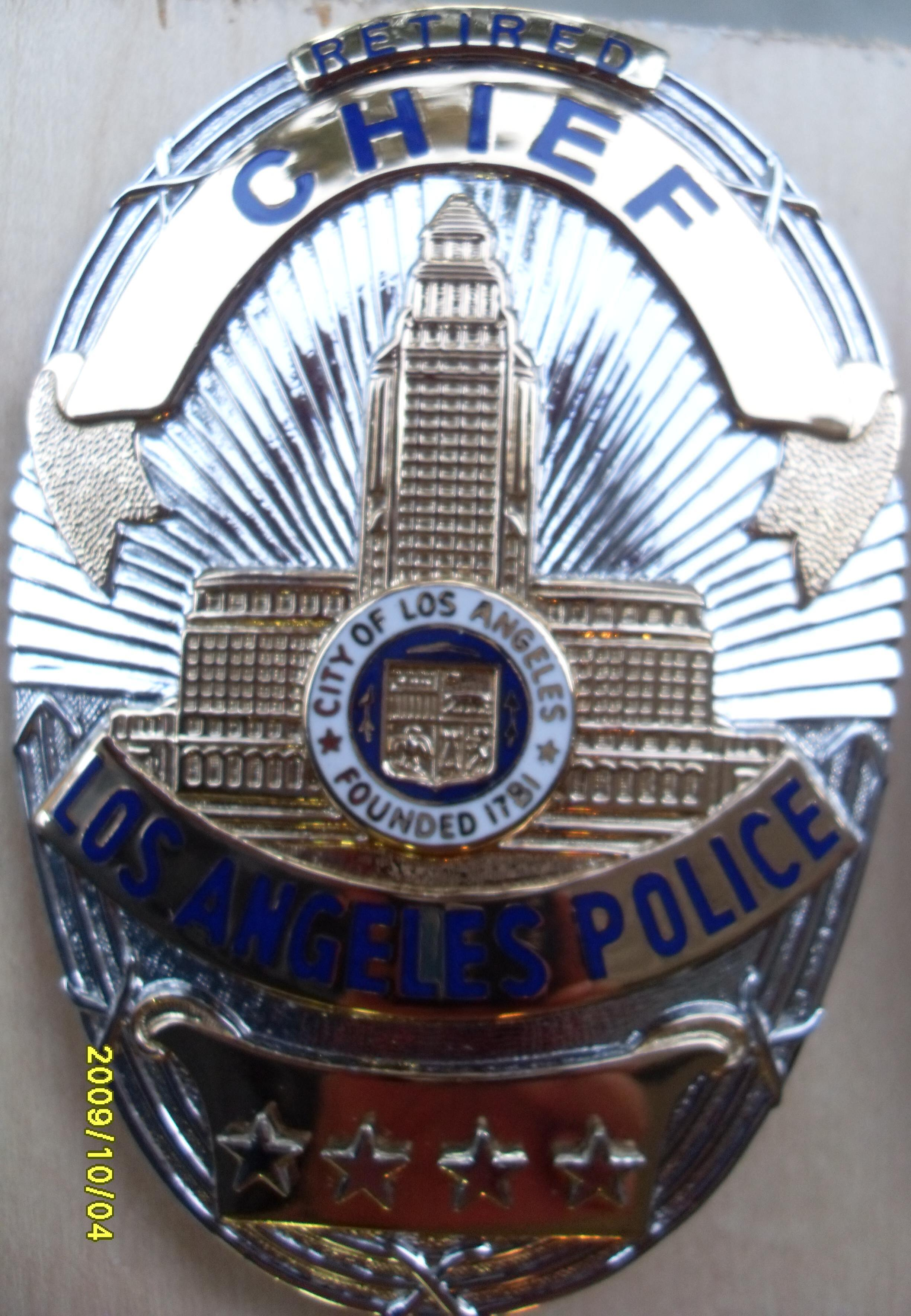
退職ロサンゼルス市警察本部長のバッジ。最上部に「RETIRED」と記されている。最下部の四つ星は警察長の階級章で、下位階級―一般には分署課長級のcaptainまで―ではここにID番号が入る。

アメリカの法執行官が身分証明をする場合には、バッジと身分証明書の両方が必要となる。このうち、特にバッジは日本の警察の警察手帳に相当するシンボルとしての地位を占めている。このため、正規のバッジは自宅に保管しておき、通常の勤務の際には、自費で購入した2個めのバッジを着用することも多い。このためのバッジはメーカーに直接注文できるうえ、ポリスショップや署内の売店などで販売されており（購入の際には自分の支給品バッジ及び警察IDをセットで示す必要がある）、例えばロサンゼルス市警では、日本円にして5,000円前後で購入できる。またこれらを収めて持ち歩くためのバッジケース（革製二つ折り財布のような形をしていて、商品名もbadge wallet）も縦開きと横開きがあり、好みでどちらでも使ってよいと定められている。バッジの裏面には「Credential warning」（証明警告。身分証とセットでのみ有効という意味）の文字が刻まれている。
バッジには、大きく分けて盾（シールド）型と星（スター）型がある（特異な物として全米で唯一、州の区画をかたどったルイジアナ州警察がある）が、形状を含めて極めて多彩である。また連邦警察（連邦各捜査機関、三軍の犯罪捜査機関、監察官室）では例外なく、“盾の上にハクトウワシ”になっている。このため、自費購入品については、他機関の警察官との交流の際に記念品としての意味を兼ねて交換することもある。またこのルートから民間市場に流出する場合もあり、民間のコレクターもいるが、アメリカ同時多発テロ事件以降は取締が厳しくなり、逮捕者も出ている。

### 個人携行装備
一般的な制服法執行官の帯革に装備する携行品は、拳銃、予備弾、警棒、手錠、催涙スプレー、テーザー銃、スタンガン、ナイフ、携帯無線機、懐中電灯、車両・署の通用口やロッカー・手錠などの鍵をまとめるキーホルダー、呼子笛、応急手当用感染防止手袋など。帯革に通す順番まで決められている機関もあり、一般にはホルスター周りは銃を抜くのに支障がないように空けることが定められている。そのほか、時計、携帯電話、メモ帳、名刺や連絡先カード、防弾ベスト、反射ベストなども装備されることが多い。最近ではボディカメラや核生物化学兵器テロ対策用マスクを採用する組織もある。装備品（必携品、追加していい物）は服装・装備規程で規定され、違反（欠品、逆に持ってはならない物を携帯している）の場合は懲戒対象となることもある。

#### 拳銃
黎明期には、法執行官はそれぞれ個人所有の銃器を携行して職務に当たっていた。その後、産業化の進展と組織化の試みとともに、拳銃の標準化が検討されるようになり、1897年には、ニューヨーク市警察が.32口径のコルト・ニューポリスを制式拳銃として採用した。その後しばらく、北部では.38スペシャル弾仕様の回転式拳銃、南部ではコルト・シングル・アクション・アーミー（後にコルト・ニューサービス）のような大口径拳銃が一般的となった。しかし.38スペシャル弾では車のドアなどを撃ち抜くほどの威力はない一方、大口径拳銃では日常業務には嵩張りすぎたことから、1935年に.357マグナム弾が登場すると、これを用いた中型の回転式拳銃が広く用いられるようになった。例えば1970年代のロサンゼルス市警察ではS&W K-38 コンバット・マスターピースが制式採用されていたものの、警官の間では私物としてコルト・パイソンやコルト・トルーパーを購入・携行するのが一般的であり、特に前者はステータスシンボルとなっていた。またS&W コンバットマグナムはFBI捜査官の間で好評を博し、後に同社のM13が制式採用された。
1960年代以降の犯罪率の上昇とともに火力不足が問題となり、1967年にイリノイ州警察がS&W M39を導入したのを端緒として、1980年代にかけて9x19mmパラベラム弾仕様の自動拳銃への転換が始まった。また1986年のマイアミ銃撃事件でストッピングパワー不足が問題になったことから、大口径化が志向されることとなった。FBIにおいては、まず10mmオート弾仕様のS&W M1076が試験的に採用されたのち、1997年5月には.40S&W弾仕様のグロック22とコンパクトモデルのグロック23が採用された。
しかしその後の弾薬技術の発達に伴って、9x19mmパラベラム弾でも.40S&W弾や.45ACP弾と大差のない威力を発揮できるようになり、また反動の小ささやグリップの細さから特に速射時の射撃精度に優れる面が評価されて、2015年には、制式拳銃の9x19mmパラベラム弾への回帰が決定された。

#### その他の銃器
アメリカでは、西部を中心として、散弾銃が狩猟用兼自衛用として広く親しまれてきた。このことから警察でも、拳銃よりも強力な武装を必要とする場合のために、ライオット・ショットガン (Riot shotgun) として広く装備されている。
1966年のテキサスタワー乱射事件や1968年のグレンビル乱射事件を契機として、1960年代後半より、小銃や短機関銃、狙撃銃を装備したSWAT部隊の創設が相次いだ。また1997年2月28日のノースハリウッド銀行強盗事件では、自動小銃を装備した強盗犯に対して、SWATが到着するまでの間は一般の警官が拳銃と散弾銃で対抗せざるを得ず、苦戦を強いられたことを教訓として、一般のパトロールカーにも自動小銃が搭載される例もある。

#### 警棒
従来は、古典的な警棒（ストレート・バトン）やトンファー型警棒（サイド・ハンドル・バトン）が用いられてきたが、威圧感や携行性の観点から、最近では日本警察と同様の伸縮式警棒（エクスパンダブル・バトン）が普及している。ロサンゼルス市警察の騎馬警官やメトロポリタンディビジョンにおいては、木刀(Bokken)が警棒として正式に設定されている。

#### 警察通信

##### 携帯無線機
主要な国内会社であるモトローラ社のセイバーが多くを占める。有名な800MHz帯のほか、各機関様々な周波数帯を使用している。大都市警察の警察官なら本部と所属分署の2チャンネル程度を聴いていればよいが、郊外の法執行官になると自分の事務所に加え、州・郡・隣接地域の各機関など地域全ての周波数を傍受しなければならないため、自動スキャンがされる機能のついた無線機を採用する。
- カリフォルニア・ハイウェイ・パトロール：モトローラ社のHT1000を使用。
- ニューヨーク市警察：2018年からバーテックススタンダード社のVX-P949、2014年頃からモトローラ社のAPX6000、APX7000、APX8000、2002年頃からバーテックススタンダード社のVX-510、VX-520、VX-530、VX-537、VX-800、VX-824などが使用されている。以前はモトローラ社のMX300、セイバー、アストロセイバーSSE-5000、HT-220が主に使われていた。
- ロサンゼルス市警察：モトローラ社のアストロセイバーを使用していたが、公共機関専用のXTS5000への入れ替えが決定した。

##### フォネティックコード
無線通話でアルファベットを言う際に、聞き取り間違いを防ぐために用いられるのがフォネティックコード（通話表、NATOフォネティックコード）である。アメリカの警察・消防では軍隊や航空分野とは異なるものを用いる。
| アルファベット | コード  | アルファベット | コード  |
| -------------- | ------- | -------------- | ------- |
| A              | Adam    | N              | Nora    |
| B              | Boy     | O              | Ocean   |
| C              | Charles | P              | Peter   |
| D              | David   | Q              | Queen   |
| E              | Edward  | R              | Robert  |
| F              | Frank   | S              | Sam     |
| G              | George  | T              | Tom     |
| H              | Henry   | U              | Union   |
| I              | Ida     | V              | Victor  |
| J              | John    | W              | William |
| K              | King    | X              | X-ray   |
| L              | Lincoln | Y              | Young   |
| M              | Mary    | Z              | Zebra   |

数字の9は、NATOフォネティックに従い、ドイツ語のNein（ナイン＝ノー、No）と区別するためにNine（ナイン）ではなくNiner（ナイナー）と発音する。
5と4も若干発音が違うが、NineとNinerほどの違いはない。
映画「ポリスアカデミー2」では、登場人物のタックルベリーが相棒の女性警察官に恋している事をマホニーに打ち明ける際、"Well, I Might Lincoln, Ocean, Victor, Edward"(俺…もしかして、L.O.V.E.かも)と言っている。これは照れて「Love」と言えないために、フォネティックコードを用いて遠まわしに表現したもの。
実際の業務においては、例えば自動車のナンバープレート「ABC1239」を伝える時に"Adam,Boy,Charles,one,two,three,niner"のように使う。「ナイトライダー」に登場するナイト2000ならばナンバーは「KNIGHT」が付いているので“カリフォルニアナンバーでKing,Nora,Ida,George,Henry,Tom、Kの付くナイト”となる。

#### 懐中電灯
従来はマグライトが広く用いられてきたが、警棒の代用として使われて過剰な暴力を誘発した事案が多発したことから、例えばロサンゼルス市警察では、2007年にこの種の大型の金属製懐中電灯の使用を禁止して、ペリカン社による小型のLED式懐中電灯に移行した。また銃器に装着するウェポンライトとして、シュアファイアなども用いられている。

#### 防弾ベスト
防弾ベストは、シャツの下に着用する形式と、上に着用する形式がある。上に着用する形式は、市民に威圧感を与えないよう、ワイシャツ風の外見で目立たなくさせたものもある。防弾性能は、国立司法研究所（NIJ）によって、I、II-A、II、III-A、III、IVの6段階に分けられている。防刃ベストは一般的ではないが、防弾と一緒になったものもある。

#### ボディカメラ

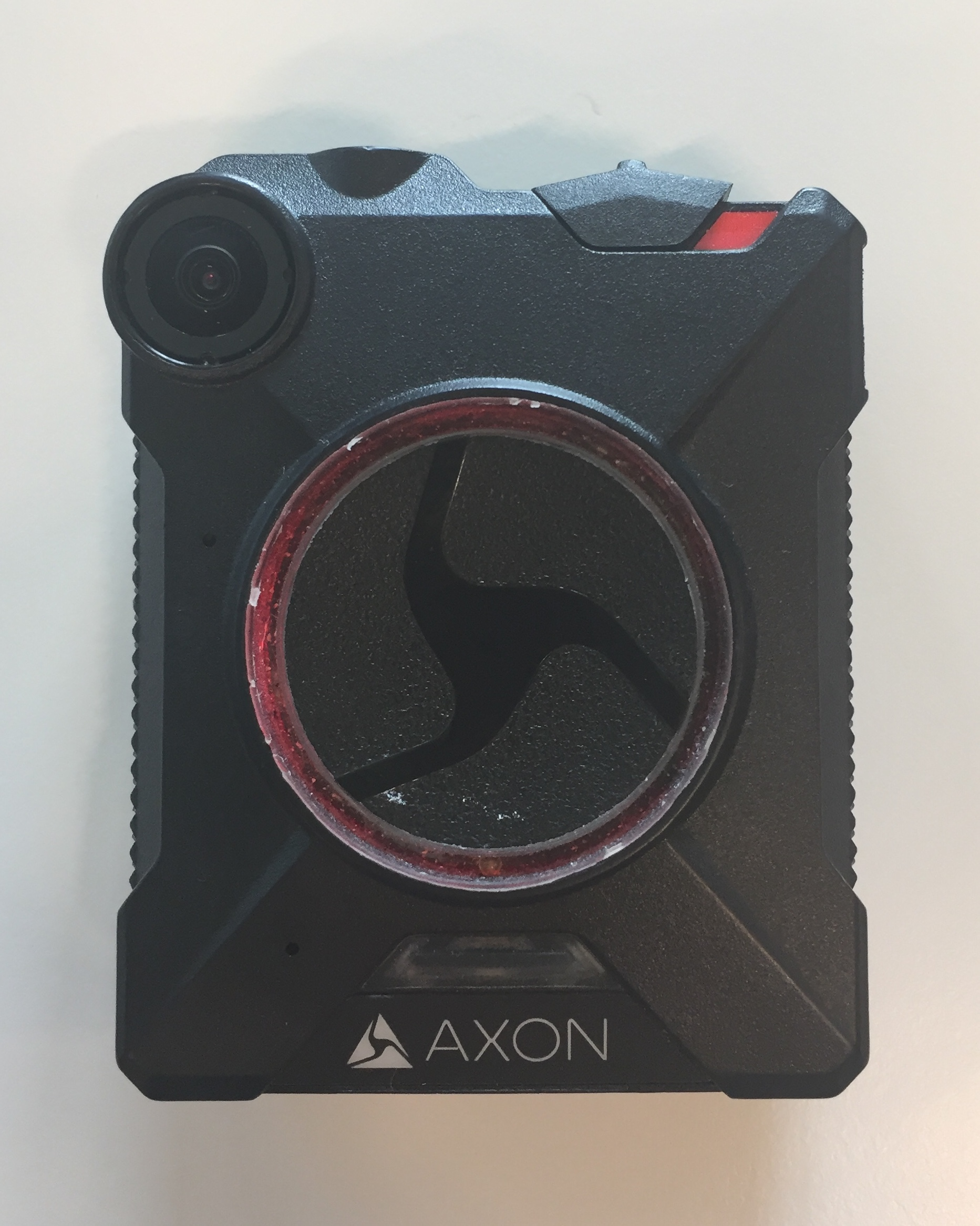
Axon Body

証拠となる動画の撮影を目的とし、服に取り付ける小型のビデオカメラのこと。昔から警察官の違法な制圧行動が度々問題になっているが、一方で適正な執行であっても過剰暴力や人種差別などの批判を受けることもある。そこで適正な執行においては正当性を証明し、違法な執行においては警察官を明確な証拠に基づいて訴追できるよう、動画を残すための手段としてボディカメラを採用する警察が増えている。この目的はパトカーの車載カメラと目的は同じである。
ボディカメラは服に装着することから小型・軽量のものが一般的で、カメラそのものの機能については、民間で普及しているGoProなどと機能はほぼ同じである。携帯無線機用マイクと一体化したものもあれば、独立したカメラになっているものもある。カメラには32GB程度のメモリーカードを挿入できるようになっており長時間の録画可能。スマートフォンでお馴染みとなった小型・高性能・低価格なイメージセンサーの普及もあり、今では1080p・フルハイビジョンのものが珍しくない。また最近のモデルはカメラの後ろに小型の液晶画面が装着されているものもあり、その場で録画映像を再生し確認することもできる。
もっとも、このカメラは装用している警察官が恣意的に作動を止めることが可能で、警察官の違法行為抑止には役立たないと指摘されている。

### 車両

#### 自動二輪車
全米一の組織を誇る、カリフォルニア・ハイウェイ・パトロールがBMWを採用してから、BMWを採用する警察組織が増えている。最近では、ホンダ製を採用している警察組織も出てきている。一方でニューヨーク市警察、ボストン市警察など、国産のハーレーダビッドソン・ツーリングを採用し続けている大きな組織もある。
かつては、カワサキが全米を席捲していたが、2004年モデルを最終にカワサキが白バイから撤退した後、各警察交通課は後継車としてハーレーのロードキング、BMWモトラッドのR1100RT-P・R1150RT-P・R1200RT-P（「-P」は市販されない警察仕様を表すコード。市販されるのはRTモデル）、ホンダのST1100P・ST1300Pなど模索していた。
2010年度よりKawasaki USAと米国現地企業との共同開発で販売を始めたコンコース14ポリスモデルは、既にカリフォルニア・ハイウェイ・パトロールを始め各警察が発注済みで相当台数を路上で見かけることができる。

#### そのほか
警らや駐車違反取締用に、軽四輪車、軽三輪車、原付三輪やセグウェイ、マウンテンバイクを使用している機関もある。

### 殉職者数

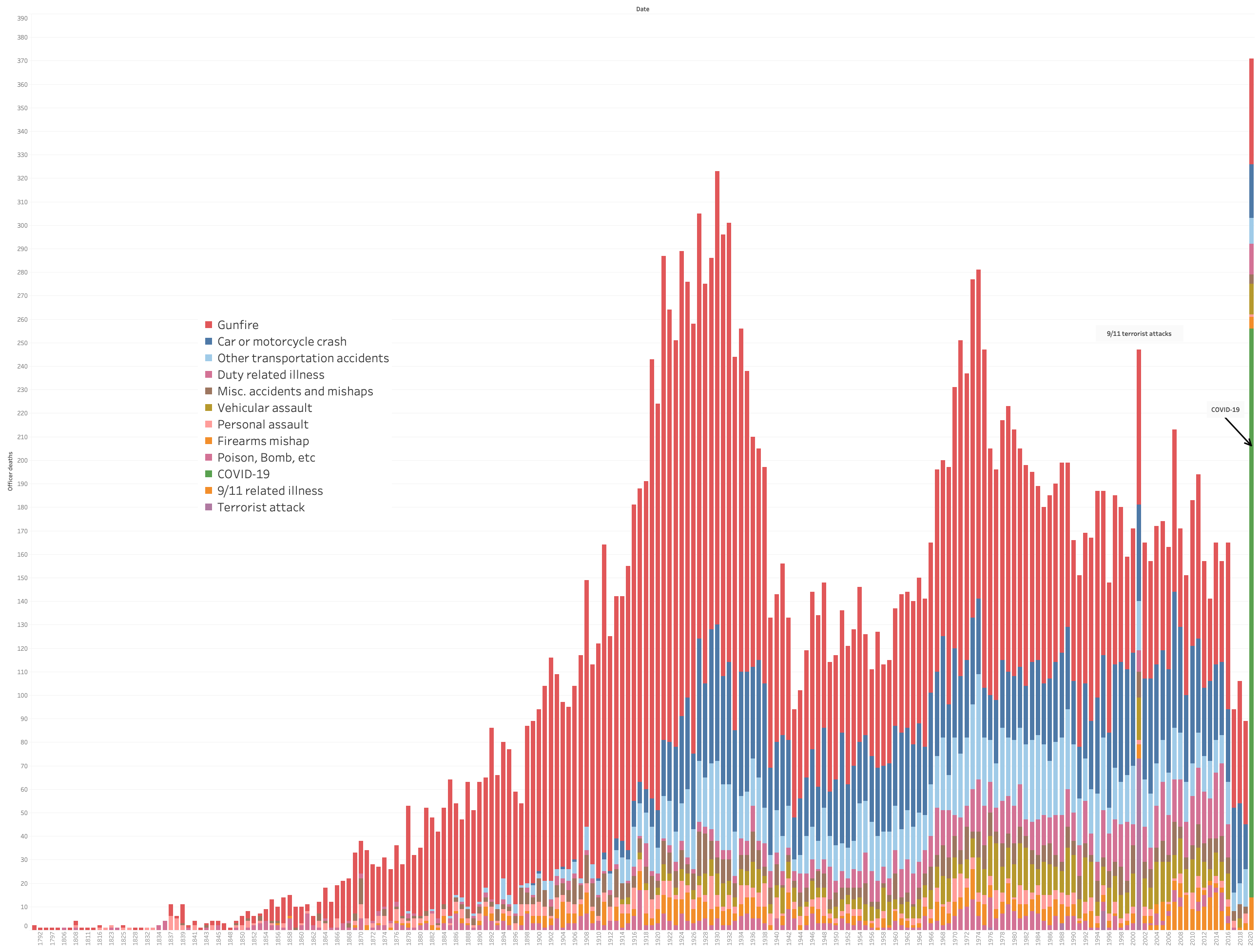
1791年から2016年12月31日までに米国内で殉職した法執行官の数を示した面グラフ。
赤は殺人、青は事故といったように死因で色分けされている。

連邦捜査局が発表しているUniform Crime Reportsのデータによると、1980年から2014年の間、平均で1年に64人の法執行官が犯罪によって殺害されていた。なおこのデータには職務中に事故死した人数は含まれていない。
『Officer Down Memorial Page』は2020年に358人が殉職したと報告している。このうち、COVID-19によって亡くなった人数が230人、故意に銃殺された人数が45人であるという。州別に見ると、テキサス州で最多の72人、続いてニューヨーク州で21人の殉職者が出ている。また連邦政府の法執行機関では26人の殉職者が出ている。

## アメリカ合衆国の警察を扱った作品
古くからアメリカの警察はアクションやミステリー物の舞台として映画や小説の題材となっている。悪役から主役まで幅広い。多数の法執行機関が併存しているため、FBIや地元保安官など複数の法執行官が登場することも多い。
ドーナッツをよく食べるイメージがあるが、ドーナッツチェーン店が警察へのドーナッツを無料にしたことが一因である。
- 「ダーティハリー」
- 「ピンク・パンサー」
- 「ブレードランナー」
- 「マッドマックス」
- 「ロボコップ」